# Maria Teresa Ferrer i Mallol
Maria Teresa Ferrer i Mallol (Barcelona, 25 d'agost de 1940 - 4 de març de 2017) fou una historiadora medievalista catalana. Va ser directora de la Institució Milà i Fontanals del CSIC entre els anys 1985 i 1994 i vicepresidenta (2001-2006) i presidenta (2006-2014) de la Secció Històrico-Arqueològica de l'Institut d'Estudis Catalans.

## Biografia
Maria Teresa Ferrer i Mallol es va llicenciar en Filosofia i Lletres per la Universitat de Barcelona el 1963. De la mà del seu mestre, el Dr. Emilio Sáez, ja en aquella època, es va vincular a la Institució Milà i Fontanals del CSIC a Barcelona i, també, va impartir algunes classes a la universitat i va col·laborar amb l'Arxiu Històric de Protocols de Barcelona. L'any 1972 es va incorporar, de forma definitiva, a la Institució Milà i Fontanals, a la qual queda vinculada i prestà els seus serveis durant tota la seva carrera com a historiadora i medievalista.
El 1984 es doctorà en Història Medieval per la Facultat de Filosofia i Lletres de la Universitat de Barcelona. El 1989 aconseguí la plaça d'Investigadora Científica i el 2002 la de Professora d'Investigació del CSIC, a la mateixa Institució Milà i Fontanals, del Consell Superior d'Investigacions Científiques, lloc que ocupà fins a la seva jubilació. Entre els anys 1985 i 1994 també va ser directora d'aquest centre del CSIC.
Com a medievalista ha estudiat, principalment, les relacions polítiques i comercials entre els països de l'àrea mediterrània a l'edat mitjana; la navegació, la pirateria i el cors a la Mediterrània medieval; les minories islàmiques als estats de la Corona d'Aragó dins el context de les relacions entre cristians i musulmans a l'edat mitjana, i l'alienació de la jurisdicció local per la Corona i el retorn d'aquests llocs al Patrimoni reial durant la baixa edat mitjana. Especialment, ha tractat els aspectes econòmics i les relacions mercantils de Catalunya durant els segles xiv i xv i, més darrerament, també, la frontera meridional valenciana i els sarraïns de la Corona d'Aragó al segle xiv.
Fou membre numerària de la Secció Històrico-Arqueològica de l'Institut d'Estudis Catalans (IEC), secció que va presidir de 2006 a 2014, després de ser-ne vicepresidenta de 2001 a 2006 i secretària de 1995 a 2001. Ha estat directora de les revistes Anuario de Estudios Medievales i Miscel·lània de Textos Medievals, de la Institució Milà i Fontanals del CSIC, i fou membre del comitè editorial de la revista Estudis d'Història Medieval, de la Societat Catalana d'Estudis Històrics (filial de l'IEC), membre del comitè científic del Centro de Estudios Mudéjares, de l'Instituto de Estudios Turolenses, membre de la comissió permanent dels Congressos d'Història de la Corona d'Aragó, membre del comité editorial d'International Medieval Bibliography (Universitat de Leeds), membre del comitè científic del Centro Studi per la storia del notariato genovese "Giorgio Costamagna". Va ser assessora responsable d'història medieval catalana a la Gran Enciclopèdia Catalana i membre del Consell Assessor d'Arxius de la Generalitat de Catalunya (del 1981 al 1984).
També ha estat vocal de la junta de la Sociedad Española de Estudios Medievales des del 1993 i presidenta de la mateixa societat entre 2001 i 2007.
El juny del 2017 li fou concedit a títol pòstum el Premi d'Honor Extraordinari Ferran Soldevila.

## Obres
Entre les seves nombroses publicacions, hom pot destacar:
- Amb Emilio Sáez i Regina Sáinz de la Maza Lasoli, Diplomatario del cardenal Gil de Albornoz : cancillería pontificia, Barcelona, 1976-1995, 3 v., ISBN 84-00-07548-X.
- Amb Arcadi García i Sanz, Assegurances i canvis marítims medievals a Barcelona, Barcelona, 1983, ISBN 84-7283-043-8 (Premi F. Armengol de l'IEC el 1983).
- Els sarraïns de la Corona catalanoaragonesa en el segle xiv. Segregació i discriminació, Barcelona, 1987, ISBN 84-00-06634-0.
- La frontera amb l'Islam en el segle xiv. Cristians i sarraïns al País Valencià, Barcelona, 1988, ISBN 84-00-06814-9.
- Organització i defensa d'un territori fronterer. La governació d'Oriola en el segle XIV, Barcelona, 1990, ISBN 84-00-07074-7.
- Corsarios castellanos y vascos en el Mediterráneo medieval, Barcelona, 2000, ISBN 84-00-07903-5.
- Entre la paz y la guerra. La Corona Catalano-aragonesa y Castilla en la Baja Edad Media, Barcelona, 2005, ISBN 84-00-08388-1.
- Fuentes documentales para el estudio de los mudéjares, Terol, 2005, ISBN 84-96053-15-6.